# Marc Valeri Messal·la (cònsol any 20)
Marc Valeri Messal·la (en llatí Marcus Valerius M. F. Messalla) va ser un magistrat romà. Era fill del magistrat i escriptor Marc Valeri Messal·la Corví. El seu germà era Marc Valeri Messal·la Messal·lí, cònsol l'any 3. Formava part de la gens Valèria i era de la família dels Messal·la.
L'any 14 va ser el primer que en la reunió del senat romà amb Tiberi va fer el jurament (sacramentum) a l'emperador, i va proposar que el costum es repetís cada any i no com fins aleshores que s'havia fet cada deu anys. Va ser elegit cònsol l'any 20.